# تاكاكي كاجيتا
تاكاكي كاجيتا (باليابانية: 梶田隆章) فيزيائي ياباني ولد عام 1959 في هيغاشيماتسوياما باليابان نال شهادة الدكتوراه في الفيزياء عام 1986 من جامعة طوكيو باليابان، يشغل حاليا منصب مدير معهد ICRR للأبحاث حول الإشعاع الكوني، وهو أيضا بروفيسور بجامعة طوكيو.
حصل سنة 2015 على جائزة نوبل في الفيزياء مناصفة مع الكندي آرثر ماكدونالد لاكتشافهما وجود كتلة للنيوتروينو.

## اقرأ أيضاً
- آرثر ماكدونالد
- تذبذب النيوترينو

## روابط خارجية
- تاكاكي كاجيتا على موقع IMDb (الإنجليزية)
- تاكاكي كاجيتا على موقع الموسوعة البريطانية (الإنجليزية)
- تاكاكي كاجيتا على موقع مونزينجر (الألمانية)